# Yuji Takahashi
Yuji Takahashi (født 11. april 1993) er en japansk fodboldspiller, som spiller for den japanske fodboldklub Sagan Tosu.